# Richard Maibaum
Pour les articles homonymes, voir Maibaum.
Richard Maibaum est un scénariste et producteur américain né le 26 mai 1909 à New York (New York, États-Unis) et mort le 4 janvier 1991 à Santa Monica (Californie).

## Filmographie

### Comme scénariste
- 1936 : We Went to College
- 1937 : On lui donna un fusil (They Gave Him a Gun)
- 1937 : La Vie, l'Art et l'Amour (Live, Love and Learn) de George Fitzmaurice
- 1937 : The Bad Man of Brimstone
- 1938 : Stablemates
- 1939 : The Lady and the Mob
- 1939 : Garde-côtes (Coast Guard)
- 1939 : L'Étonnant M. Williams (The Amazing Mr. Williams)
- 1940 : The Ghost Comes Home de Wilhelm Thiele
- 1940 : Twenty Mule Team de Richard Thorpe
- 1941 : L'Escadrille des jeunes (I Wanted Wings)
- 1942 : Ten Gentlemen from West Point
- 1946 : Les Héros dans l'ombre (O.S.S.)
- 1949 : Le Prix du silence (The Great Gatsby)
- 1949 : Song of Surrender (en)
- 1953 : Les Bérets rouges (The Red Beret)
- 1954 : L'Enfer au-dessous de zéro (Hell Below Zero)
- 1955 : Commando sur la Gironde (The Cockleshell Heroes) de José Ferrer
- 1956 : La Rançon (Ransom!) d'Alex Segal
- 1956 : Derrière le miroir (Bigger Than Life)
- 1956 : Zarak le valeureux (Zarak)
- 1958 : La Brigade des bérets noirs (No Time to Die)
- 1958 : Signes particuliers : néant (The Man Inside)
- 1959 : Les Aventuriers du Kilimandjaro (Killers of Kilimanjaro)
- 1960 : Le Jour où l'on dévalisa la banque d'Angleterre (The Day They Robbed the Bank of England) de John Guillermin
- 1961 : Battle at Bloody Beach
- 1962 : James Bond 007 contre Dr No (Dr. No)
- 1963 : Bons Baisers de Russie (From Russia with Love)
- 1964 : Goldfinger
- 1965 : Opération Tonnerre (Thunderball)
- 1968 : Chitty Chitty Bang Bang
- 1969 : Au service secret de Sa Majesté (On Her Majesty's Secret Service)
- 1971 : Les diamants sont éternels (Diamonds Are Forever)
- 1973 : Jarrett (TV)
- 1974 : L'Homme au pistolet d'or (The Man with the Golden Gun)
- 1977 : L'Espion qui m'aimait (The Spy Who Loved Me)
- 1980 : Pour les yeux de Jessica B (S+H+E: Security Hazards Expert)
- 1981 : Rien que pour vos yeux (For Your Eyes Only)
- 1985 : Dangereusement vôtre (A View to a Kill)
- 1987 : Tuer n'est pas jouer (The Living Daylights)
- 1989 : Permis de tuer (Licence to Kill)

### Comme producteur
- 1946 : Les Héros dans l'ombre (O.S.S.)
- 1948 : La Grande Horloge (The Big Clock)
- 1948 : Deux Sacrées Canailles (The Sainted Sisters) de William D. Russell
- 1949 : La Vengeance des Borgia (Bride of Vengeance)
- 1949 : Le Prix du silence (The Great Gatsby)
- 1949 : Song of Surrender (en)
- 1949 : Le Démon du logis (Dear Wife), de William D. Russell
- 1950 : Chaînes du destin (No Man of Her Own)
- 1950 : Le Dénonciateur (Captain Carey, U.S.A.)
- 1960 : Maisie (TV)
- 1961 : Battle at Bloody Beach
- 1962 : Combat ! ("Combat!") (série TV)
- 1973 : Jarrett (TV)